# جيسيكا كامبل
جيسيكا كامبل (بالإنجليزية: Jessica Campbell)‏ كانت ممثلة أمريكية، ولدت في 30 أكتوبر 1982 بتلسا في الولايات المتحدة. وتوفيت بتاريخ 29 ديسمبر عن عمر ناهز 38 عاما. 

## وصلات خارجية
- جيسيكا كامبل على موقع IMDb (الإنجليزية)
- جيسيكا كامبل على موقع روتن توميتوز (الإنجليزية)
- جيسيكا كامبل على موقع ألو سيني (الفرنسية)
- جيسيكا كامبل على موقع أول موفي (الإنجليزية)
- جيسيكا كامبل على موقع قاعدة بيانات الفيلم (الإنجليزية)
- جيسيكا كامبل على موقع كينوبويسك (الروسية)